# Kyle Smith
Pour les articles homonymes, voir Smith.
Kyle Smith, né le 8 septembre 1997 à Blackburn (Royaume-Uni), est un triathlète professionnel néo-zélandais, vainqueur sur triathlon Ironman 70.3, en 2024 il remporte le championnat du monde Challenge.

## Biographie
Kyle Smith est né à Blackburn au Royaume-Uni en étant cadet de trois frères, d'un père maçon et d'une mère travailleuse communautaire. Avec ses frères Aaron et Ryan, ils représentent respectivement la Grande-Bretagne en motocross et en pentathlon moderne, ils ont élevé dans le multisport. 
En 2010, alors qu'il avait 12 ans, il a déménagé avec sa famille sur l'île du nord de la Nouvelle-Zélande. La communauté de Taupo lui a enrichi son CV sportif du triathlon où son talent s'est révélé rapidement. 
En 2016, il devient champion du monde d'aquathlon juniors à Edmonton au Canada. Un an plus tard, Kyle est couronné champion du monde des moins de 23 ans en triathlon cross et de se classe troisième dans le classement avec les élites.
Le triathlète de Taupo remporte en 2024 le championnat du monde Challenge devant l'allemand Frederic Funk et le danois Kristian Høgenhaug.

## Palmarès
Le tableau présente les résultats les plus significatifs (podium) obtenus sur le circuit international de triathlon depuis 2016,.
| Année | Compétition                                    | Pays             | Position           | Temps           |
| ----- | ---------------------------------------------- | ---------------- | ------------------ | --------------- |
| 2024  | T100 Triathlon World Tour - Classement général |                  | Médaille d'argent  | 111 pts         |
| 2024  | Étape du T100 de San Francisco                 | États-Unis       | Médaille d'argent  | 3 h 18 min 21 s |
| 2024  | Étape du T100 de Londres                       | Royaume-Uni      | Médaille d'argent  | 3 h 14 min 3 s  |
| 2024  | Challenge Wanaka Half                          | Nouvelle-Zélande | Médaille d'or      | 3 h 53 min 8 s  |
| 2024  | Championnat du monde Challenge                 | Slovaquie        | Médaille d'or      | 3 h 27 min 10 s |
| 2023  | Ironman 70.3 Taupo                             | Nouvelle-Zélande | Médaille d'or      | 3 h 44 min 30 s |
| 2023  | Ironman 70.3 Irland                            | Nouvelle-Zélande | Médaille d'or      | 3 h 42 min 12 s |
| 2022  | Ironman 70.3 Lanzarote                         | Espagne          | Médaille d'argent  | 3 h 56 min 10 s |
| 2021  | Challenge Wanaka Half                          | Nouvelle-Zélande | Médaille d'or      | 3 h 50 min 15 s |
| 2021  | Tauranga Half                                  | Australie        | Médaille d'or      | 3 h 39 min 43 s |
| 2021  | Ironman Nouvelle-Zélande                       | Nouvelle-Zélande | Médaille de bronze | 8 h 8 min 53 s  |
| 2020  | Rotorua Suffer                                 | Nouvelle-Zélande | Médaille d'or      | 3 h 45 min 42 s |
| 2020  | Tauranga Half                                  | Australie        | Médaille d'or      | 3 h 42 min 7 s  |
| 2019  | Ironman 70.3 Taupo                             | Nouvelle-Zélande | Médaille d'or      | 3 h 49 min 23 s |
| 2017  | Championnat du monde de triathlon cross        | Canada           | Médaille de bronze | 2 h 10 min 16 s |
| 2016  | Coupe d'Océanie - étape des Fidji              | Fidji            | Médaille d'or      | 1 h 6 min 18 s  |